# Eb- en vloedschaar

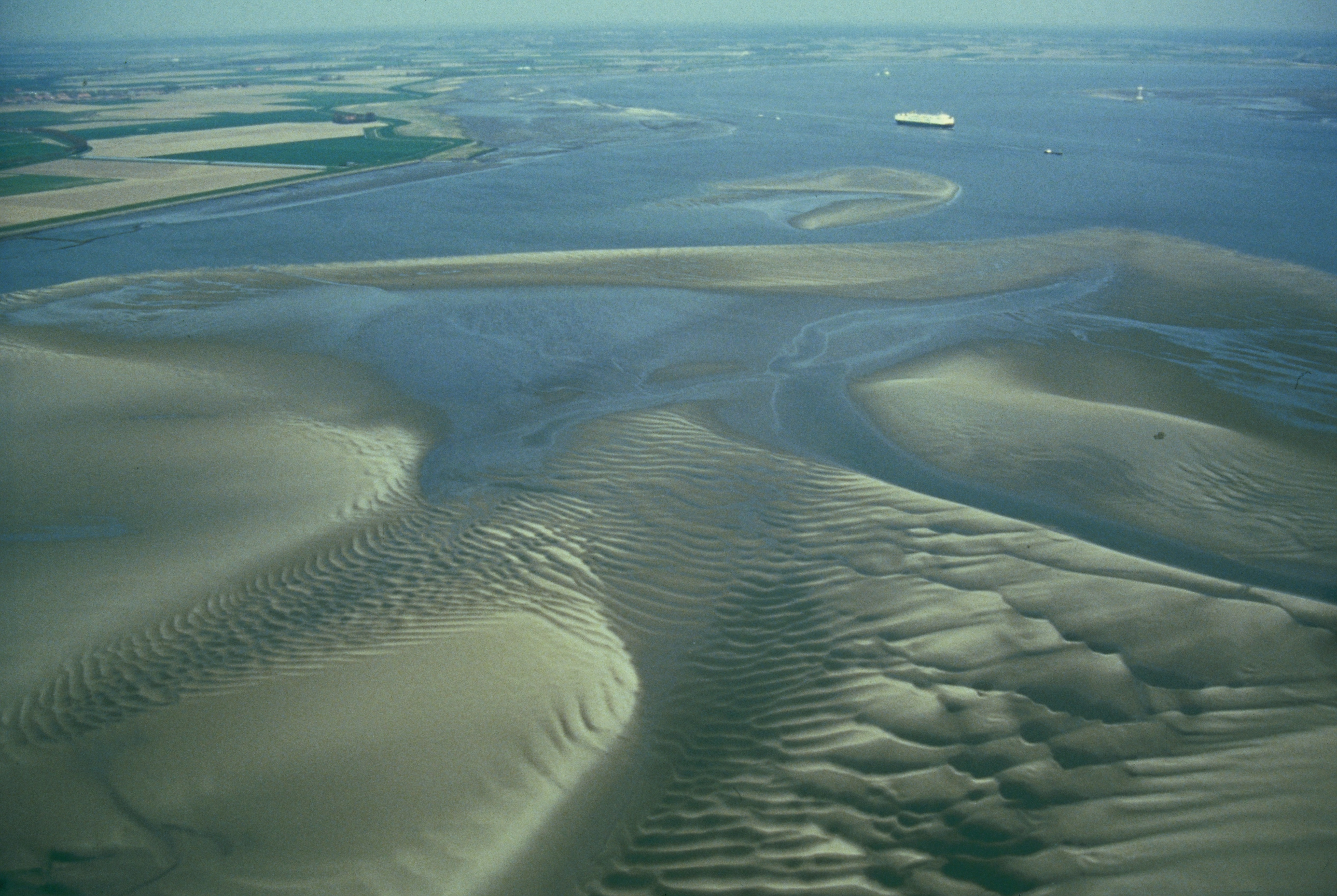
Eb- en vloedscharen in de Westerschelde

Een vloedschaar of vloedgeul is een getijdengeul die open ligt voor de vloed en aan het uiteinde een drempel heeft. Meestal is de vloedschaar een natuurlijk fenomeen waardoorheen zout water zich naar het binnenland verplaatst.
Een ebschaar of ebgeul is het tegenovergestelde van een vloedschaar. Een ebschaar zorgt ervoor dat bij eb het water weer terug uit het binnenland stroomt, deze geul heeft een drempel aan het zee-einde. De stroom in deze ebschaar wordt de ebstroom genoemd.
Het woord 'schaar' heeft dus de betekenis van een naar één richting ondieper wordende getijgeul, maar zal misschien oorspronkelijk zijn afgeleid van het woord 'inscharen', d.i. het uitbochten van een holle oever. Behalve de scharen zijn er nog de 'doorlopende hoofdgeulen'.

## Basisprincipe
Bij een symmetrisch estuarium stroomt het water bij vloed van alle kanten naar binnen en bij eb geconcentreerd naar buiten. Dit zorgt ervoor dat er een ebschaar in het midden van de monding ontstaat met een ondiepte (drempel) aan de zeekant. Het vloedwater komt van alle kanten binnen, maar door de drempel van de ebschaar geeft instroom van beide zijden minder weerstand. Er ontstaan dus twee vloedscharen aan beide zijden van de ebschaar. Omdat op zee vaak een getijgolf beweegt (bijv. langs de Vlaams-Zeeuwse kust van zuidwest naar noordoost) is het aan de zuidwestkant eerder hoog water dan aan de noordoostelijke oever, en stroomt het water dus eerder (en daardoor ook krachtiger) binnen via de zuidelijke vloedschaar. Die (de Wielingen) is dan ook veel groter dan de noordelijke (het Oostgat).

## Oorzaken van de vorming van eb- en vloedscharen

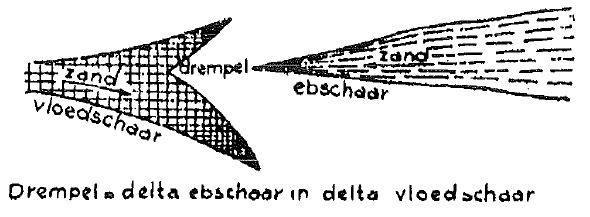
fig 10: Schema van het elkaar vermijden van een eb- en een vloedschaar door middel van vorkvorming.

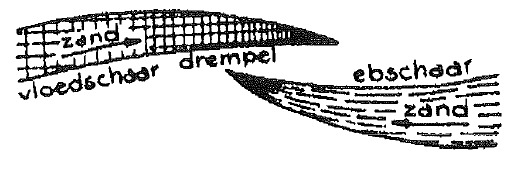
fig 11: Schema van het elkaar vermijden van een eb- en een vloedschaar met flankaanval

Een opmerkelijke eigenschap van scharen is, dat een vloedschaar en een ebschaar die min of meer in elkaars verlengde liggen elkaar trachten te vermijden. Soms maakt een eb- of vloedschaar twee vingers aan weerszijden van de tegenliggende geul (fig. 10, de figuurnummering vanuit het artikel van Van Veen is aangehouden), of buigen de twee tegenstanders iets zijwaarts af om elkaar in een soort flankaanval te benaderen (fig. 11).
Een van de redenen van deze eigenschap is het zandtransport. Een ander is de bochtwerking (zie fig. 24). Het is aannemelijk dat in een normale vloedschaar een vloed-zandstroom overheerst en dat dit in een normale ebschaar met de eb-zandstroom het geval is. Nabij het ontmoetingspunt van een eb- en een vloedschaar wordt dus zand van weerszijden aangevoerd en een deel hiervan vormt de zg. drempel.

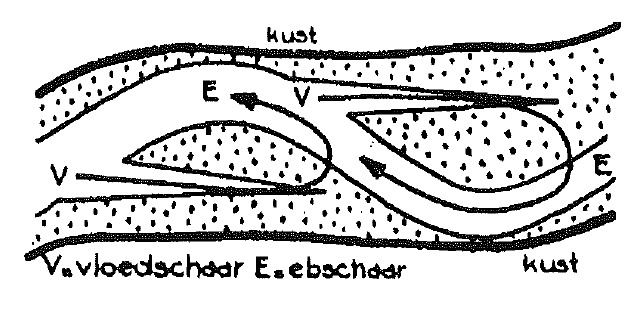
fig 12: Schema van zg. zandneren; zandbeweging in het vloedschaar stroomop en stroomaf in de ebschaar

Natuurlijk is de zandbeweging ingewikkelder dan hierboven werd aangeduid. Door de getijbeweging beweegt het zand als op een schudzeef; er is een zg. reststroom of 'drift'. Bij eb- en vloedscharen bestaan er meestal zandneren waarbij het zand stroomopwaarts gaat in een vloedschaar en stroomafwaarts in een ebgeul. Een zandneer is een rondgaande zandbeweging, in die zin dat het een schudzeefbeweging is, en lang niet cirkelvormig is, doch dat een zelfde korrel na verloop van tijd weer op dezelfde plaats kan komen (fig. 12). De werkelijke beweging is meer als fig. 13 aangeeft. De bruto zandbeweging is natuurlijk veel groter dan de residuele (netto) zandbeweging.

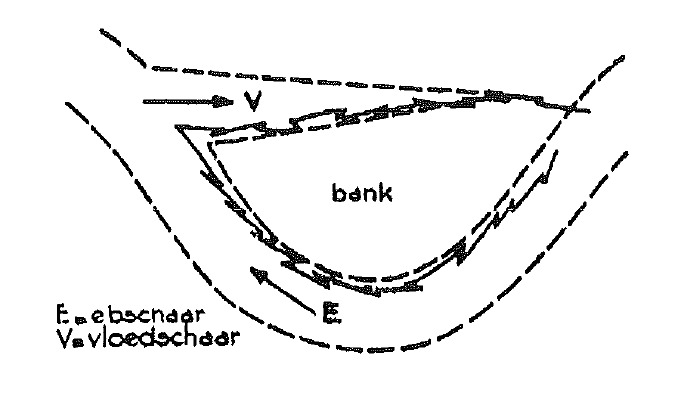
fig 13: Schema van de werkelijke zandbeweging bij een veel voorkomend systeem van eb- en vloedscharen

## Drempels
Een drempel Is hydraulisch een moeilijk probleem. De zandstromen eindigen er niet en gaan dus verder. Waarheen zij gaan moet voor elk geval afzonderlijk worden nagegaan. Soms gaat het zand de platen verhogen, soms keert het langs de kanten van de scharen en andere geulen terug. Al dit overmatig zandtransport duidt op een overmaat van getijenergie.
Het is soms moeilijk te zeggen of men met een eb- dan wel met een vloedschaar te doen heeft. Het komt voor dat een geul aan beide einden een drempel heeft; een dergelijke geul is als het ware uitgeschakeld uit het systeem en zal misschien in de loop der tijden verder verzanden, of slechts een ondergeschikte rol in het systeem blijven spelen. Enige subjectiviteit in het schematiseren van de vloed- en ebscharen moet men op de koop toenemen. Op basis van over een reeks peilkaarten uit een tijdvak van bv. een eeuw kan men de ontwikkeling en het karakter van de geulsystemen goed leren kennen.

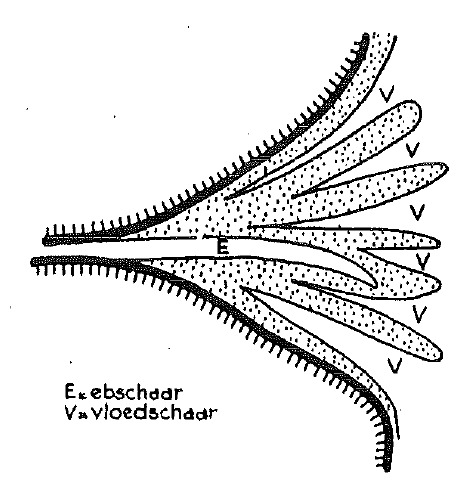
fig 14: Schema van eb- en vloedscharen in een breed estuarium

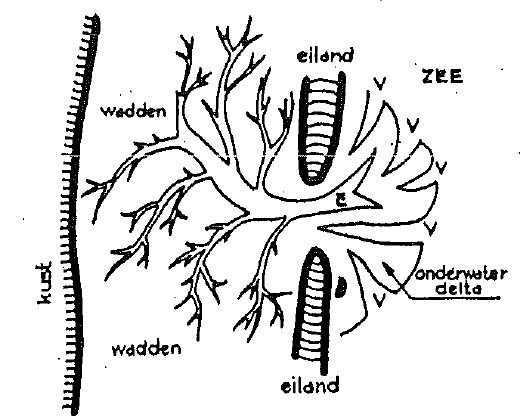
fig 15: Schema van de eb- en vloedscharen bij schilddelta's (buitendelta of onderwaterdelta)

## Verschil tussen estuarium en zeegat
Uit zee trachten een aantal forse vloedscharen elk zeegat binnen te dringen, vooral van de zijde vanwaar de getijgolf komt. Het vloedwater uit zee is namelijk aanvankelijk nog niet met zand beladen en neemt eerst landwaarts zand op. Voor een breed estuarium als de Theems heeft kan men bv. een toestand verwachten als in fig. 14 schematisch is aangegeven; de scheepvaart zoekt daarbij ijverig naar de laagst liggende drempel tussen een der vloedscharen en de ebgeul die uit het binnenland komt. Bij de onderwaterdelta's voor de Nederlandse kust, vroeger ook wel schilddelta's genoemd, heeft men vaak iets van de vorm van fig. 15.
Slechts in enkele gevallen treft de scheepvaart een werkelijk goede verbinding tussen het vloedschaar uit zee en de hoofd ebgeul. Zo'n geval is o.a. aanwezig in de Westerschelde. De Oosterschelde, die voor de aanleg van de kering ongeveer dezelfde capaciteit bezat als de Westerschelde, heeft bij de duinpunt van Noord-Beveland, de Onrust, reeds een hoge drempel tussen het hoofd-vloedschaar en de hoofd-ebgeul.
Wanneer de hoofd-ebgeul, of 'stam', zich gaat splitsen in een vloedschaar en een ebschaar die langs elkaar gaan stromen, dan ontstaan twee parallelle geulen met daartussen een nieuwe hinderlijke drempel (zie fig. 27). Dit 'breken' van de hoofd-ebgeul is een gevolg van te grote plaatselijke breedte van het estuarium, m.a.w. van onvoldoende geleiding van de geul door de oevers. Elke wilde geul van enige lengte wil zich splitsen, tenzij men door geleidingswerken of baggeren, de eenheid weet te bewaren. Het kost moeite een ebschaar en een vloedschaar te laten samengaan in één geul.

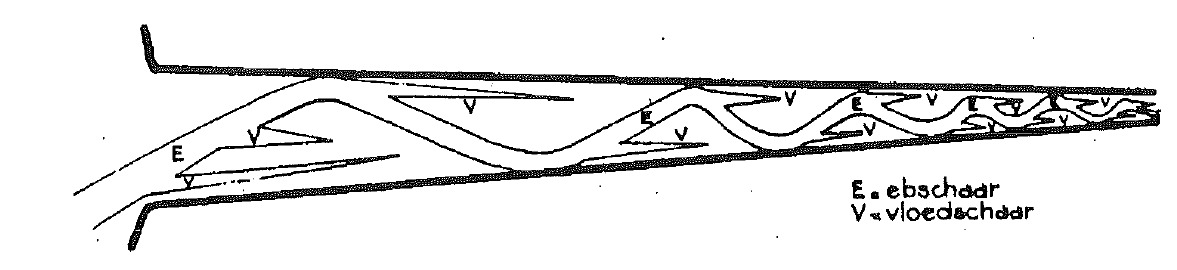
fig 16: Schema van een ideaal systeem ebgeul en vloedscharen (Schelde)

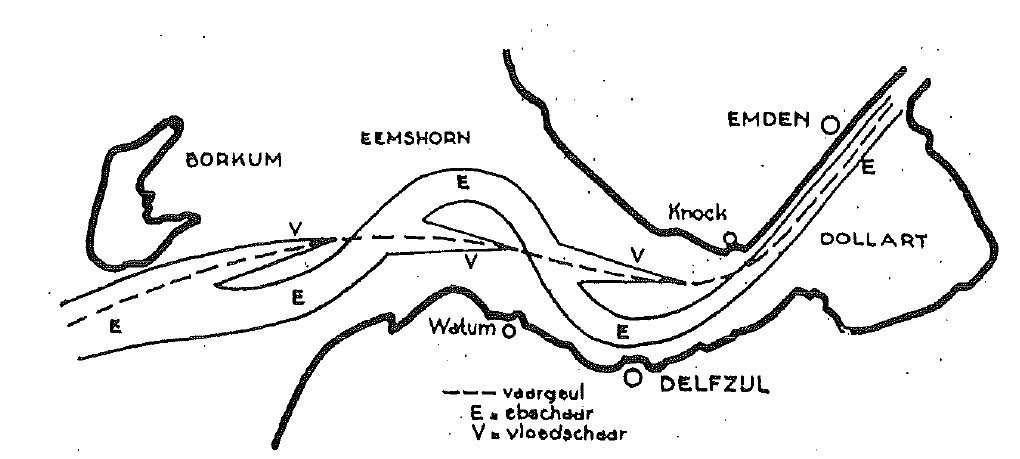
fig 17: Schema van eb- en vloedscharen in de Eemsmond

Waar de breedte tussen de vaste oevers niet al te groot is, bv. 3 a 5 malen groter dan de wijdte van de hoofd ebgeul, zal zich een fraaie meanderende hoofd ebgeul ontwikkelen, die in de bochten leunt tegen de weerstand biedende oever. De zandplaten in de holle bochten zullen daarbij elk een vloedschaar krijgen. In de Westerschelde herhaalt zich dit (tot Antwerpen) een 10-tal keren (fig. 16), in het Hollands Diep een paar keren en ook in de Wester-Eems treft men dit gewenste systeem aan (fig. 17), hoewel de noordoever bij de Eemshorn niet verdedigd was.
Hier sprong in de 19e eeuw de Eems dan ook uit de band. Omdat de toevallig ongeveer op een rechte lijn liggende vloedscharen als scheepvaartgeul is aangewezen, en als zodanig is onderhouden, werd op de drempel bij het Knockster Tief veel gebaggerd met het gevolg dat de bocht van Watum slechts een secundaire functie kreeg en het een geul werd met drempels aan de beide uiteinden. Door baggeren alleen kan men vaak het natuurlijk proces sturen. Het is hierdoor mogelijk een 'populier' te maken met rechte stam en kromme takken, zoals fig. 18 aangeeft. Door baggerwerken in de tweede helft van de 20e eeuw is een dergelijke rechte stam gevormd. Dit blijft echter onnatuurlijk want een rechte 'stam' heeft geen voldoende steun tegen de bochtige oevers. Baggerwerk zal in zo'n geval noodzakelijk blijven.

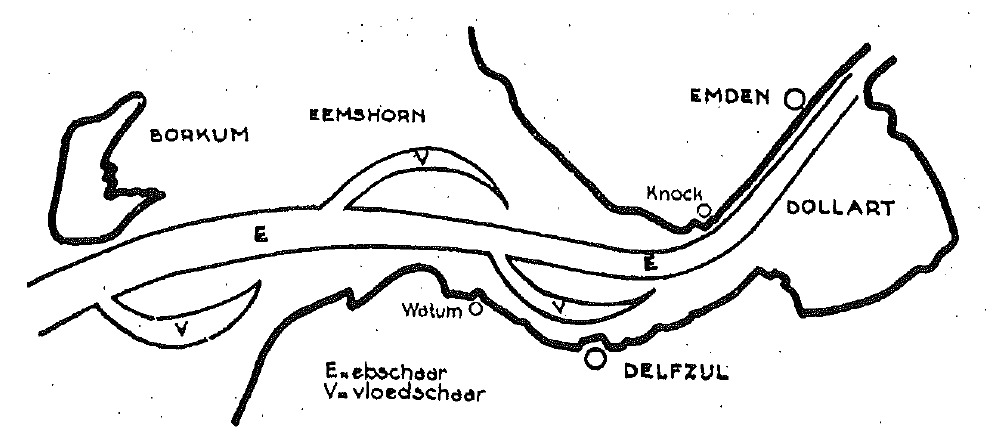
fig. 18: Schema van een kunstmatige hoofdgeul met rechte stam en kromme takken

## Hoofdfactoren
Een getijgeulensysteem kan men niet begrijpen zonder steeds de 3 hoofdfactoren in het oog te houden. Deze zijn:
- Komvulling, (is primair),
- Bochtwerking,
- Zandtransport.

Daarnaast kunnen nog de windrichting (golfslag aan de loefzijde) en de oeverturbulentie genoemd worden.

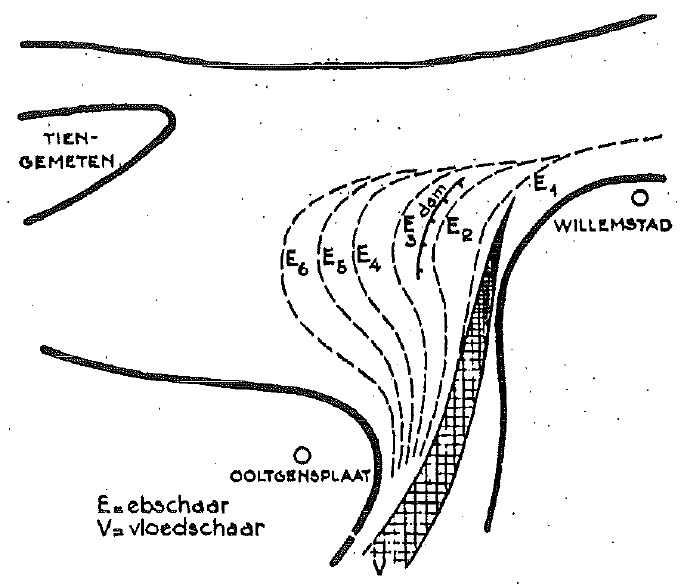
fig 19: Schema van bochtwerking en bochtafsnijding in het Hellegat vóór aanleg van de dam in 1931

#### Bochtwerking
De bochtwerking verklaart vele der veranderingen die in een getijgeulensysteem optreden. Grote geulen komen vaak niet eerder tot rust dan bij een met steenbekleding verdedigde oever; het kan echter ook gebeuren dat een wad-meander van nature wordt afgesneden. Wanneer er geen oever of dam is die de bochtvorming tegengaat, kan een bocht ten slotte zo groot worden dat er een afsnijding plaatsvindt. Men zou reeds veel eerder een bochtafsnijding willen verwachten omdat het vloedschaar reeds op de plaats der afsnijding ligt, doch daarmee vergist een leek zich gewoonlijk zeer.
De drempel van een vloedschaar breekt niet zo gemakkelijk door. Toch kunnen zoals in het vroegere Hellegat (fig. 19) de vloedschaar en een embryonale ebschaar elkaar voor een korte tijd vinden, tezamen de afsnijdingsgeul E1-V zonder drempel vormend, doch daarna splitsen zij zich weer doordat het ebschaar wordt uitgebocht. De cyclus die zodoende telkens ontstaat duurde bij het Hellegat (Willemstad) ongeveer 25 jaren, d.i. voordat de dam de uitbochting voorgoed tegenging. Deze dam is destijds door Van Veen ontworpen.
Gewoonlijk komt er van bochtafsnijdingen op een wad of in een estuarium niet veel, d.w.z. een vloedschaar breekt zelden door, en dan nog kortstondig en onvolledig; het eigenaardige verschijnsel doet zich voor dat de drempel aan het boveneinde van een vloedschaar hoog blijft, niettegenstaande het vloedschaar precies ligt waar de afsnijding moet worden verwacht en op de drempel zelf gewoonlijk bijzonder sterke stromen en grote verhangen voorkomen. De oorzaak is vermoedelijk het grote zandtransport op een drempel.

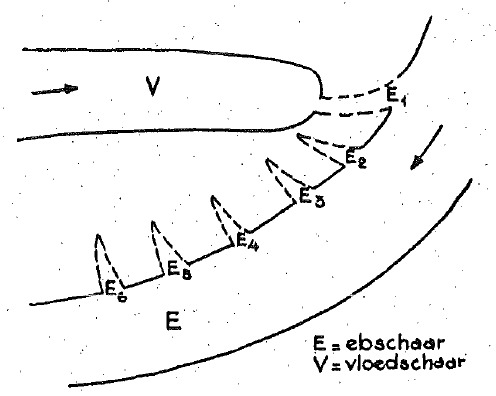
fig 20: Schema van het verlopen van een bochtafsnijding in een "wandelende" ebschaar

Een ander voorbeeld van een tijdelijke bochtafsnijding en haar verwording, zoals veel op de Schelde voorkomt, geeft fig 20.

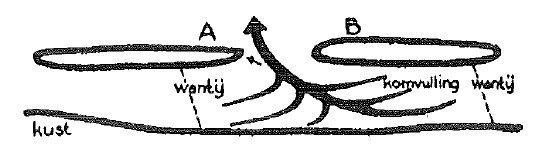
fig 21: Schema van aanval op de oever op oostelijk deel van een waddeneiland

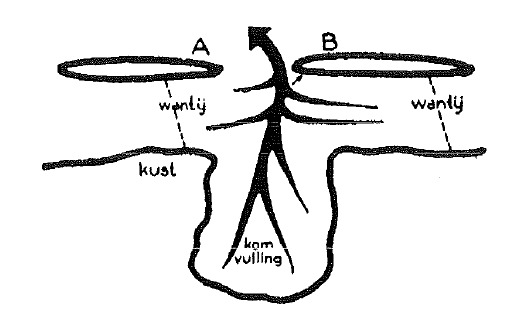
fig 22: Schema van aanval op de oever van het westelijk deel van een waddeneiland

Gesteld er is op een gegeven ogenblik inderdaad een doorbraak E1 door de drempel waardoor veel ebwater op de vloedschaar komt. De niet diep stekende schepen varen er door, doch na korte tijd heeft E1 zich door bochtwerking bij eb verplaatst naar E2, vervolgens naar E3 , enz..Voorbeelden van bochtwerking geven nog fig. 21 en fig. 22. Ligt een waddeneiland voor een kust die geen inham vertoont, dan is langs de Nederlandse waddenkust het wantij ver oostelijk achter het eiland gelegen omdat het getij uit het westen komt. De oostelijke komvulling is dan groter dan de westelijke komvulling, zodat bij ultstroming een geul ontstaat welker bocht naar het westen is gekeerd.
Is echter door een inham bij de kust of anderszins de westelijke komberging het grootst, dan ontstaat een hoofdgeul met een naar het oosten gerichte bocht, die, mede omdat de wind uit het westen gevaarlijk is, een bedreiging van de 'kop' van het oostelijk waddeneiland uitmaakt. Een bedreiging van een 'kop' van een waddeneiland (het westen) is steeds gevaarlijker dan een bedreiging van de 'staart' (het oosten), omdat de laatste doorgaans nieuw land is en derhalve onbewoond.

#### Windinvloed
Dat de wind een factor is die een waddengeul kan verplaatsen wordt duidelijk wanneer men een water als het westelijk deel van de Hollandse IJssel beschouwt (waar getij optreedt). Zelfs bij deze rivier met haar betrekkelijk vaste, begroeide oevers gingen alle meanders noordoostwaarts tot zij bij de dijk gestuit werden. Aangenomen wordt hierbij dat de dijken oorspronkelijk op enige afstand van de rivier werden gelegd. Het naar links afwijken van de stroomrichting komt hier dus niet door de draaiing van de aarde, en ook niet door een langstrekkende getijstroom bij de monding.

#### Oeverturbulentie
Nog een andere factor die geulverlegging bewerkt is het verdedigen van een oever met zinkwerken en hoofden. De turbulentie die hierdoor verwekt wordt trekt als het ware de geulen tot de oevers. De algemene neiging van de Zeeuwse wateren is daarom een verdieping nabij de oevers, hetgeen oevervallen e.d. tot gevolg heeft. Het is een soort vicieuze cirkel: oeververdediging verwekt oeverturbulentie en daardoor is meer oeververdediging nodig. Afdoende is natuurlijk slechts dat men bij de primaire oorzaak begint en de komberging van het zeegat beperkt, zodat de stromen verminderen. De compartimenteringsdammen in het deltagebied vervullen deze functie van kombergingverkleiners.

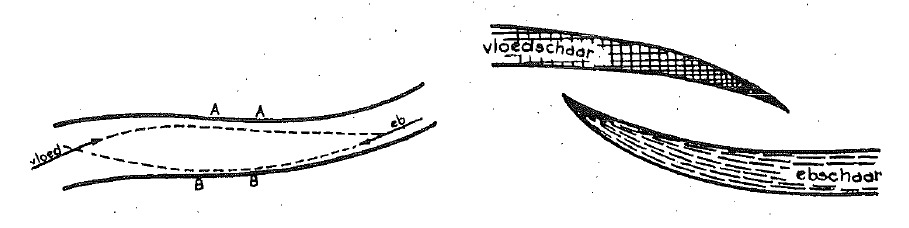
fig 24: Schema van splitsing in eb- en vloedscharen door bochtwerking

## Meanderen van getijgeulen en zandtransport
Het slingeren van een geul, het meanderen, vindt zijn oorzaak dus in het uitbochten en in variaties in het zandtransport. Aan de hand van deze factoren kan men het ingewikkeld mechanisme van getijwateren met zandtransport nog van een meer functionele kant belichten. Heeft een geul bv, een eenvoudige S-bocht (fig. 24) dan vreet de vloedstroom aan de ene oever bij AA en de ebstroom aan de andere bij BB, zodat zich na korte tijd de bekende splitsing voltrekt in een eb- en een vloedschaar (fig. 11). Hebben beide scharen nog een boogvorm, zoals meestal het geval is, dan kan de uitbochting verder gaan tot de bocht tegen een slecht eroderende oever aan loopt.
In ongeleide bochten met zandverplaatsing en oeveraantasting kunnen dus de eb- en vloedstroom draden niet op één plaats liggen of blijven liggen: de oorzaak is bochtwerking of centrifugaalkracht.
Dat het zandtransport deze neiging tot splitsen versterkt is vaak secundair maar soms ook primair. Secundair omdat zandtransport steeds een gevolg is van het aanwezig zijn van stromen, primair omdat het zand op zijn beurt drempels vormt die de stromen beïnvloeden.
Op een ontmoetingspunt (of splitsingspunt) van twee zandvoerende getijgeulen ontstaat een drempel in de minst machtige geul.
Wanneer de oevers geen, of geen grote invloed uitoefenen op het systeem van eb- en vloedscharen komen de bochten niet tot rust, of wel de oevers liggen er zodanig dat de lange hoofd ebgeul niet ontstaan kan.
Dat een breed estuarium nog behoorlijk economisch geregulariseerd kan worden enkel door het vastleggen van de hoofdbochten, bewijst de Westerschelde; het systeem van het links en rechts slingeren van de hoofdgeul en van het links en rechts ontspringen der vloedscharen getuigt van een regelmaat die doet denken aan het regelmatig slingeren van oever tot oever van gewone genormaliseerde rivieren, die materiaal afvoeren.

## Voorbeeld Westerschelde

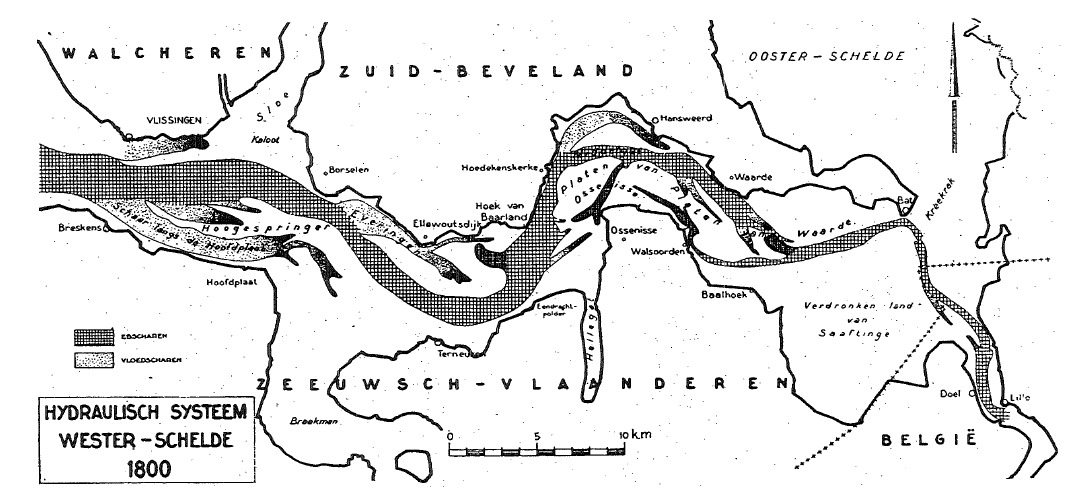
fig 26: Systeem van eb- en vloedscharen op de Westerschelde in 1800

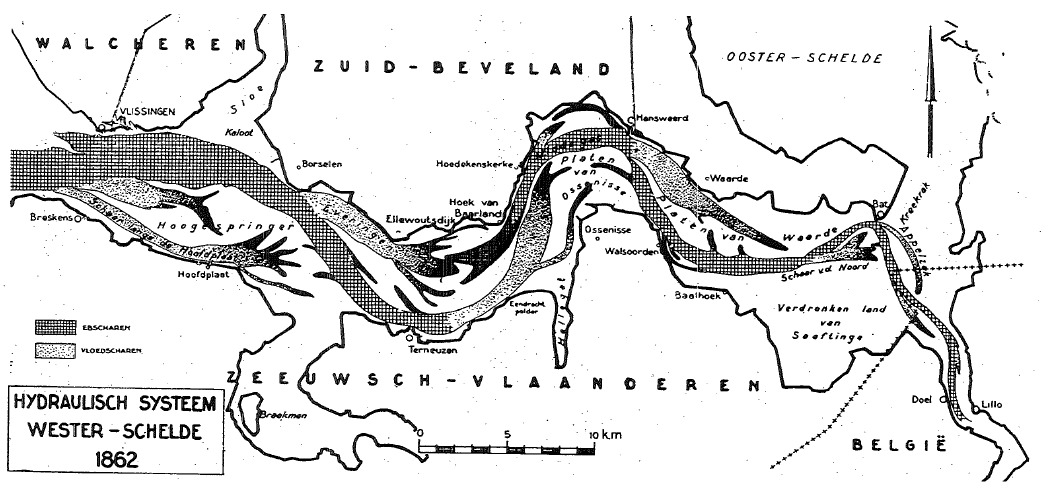
fig 27: Systeem van eb- en vloedscharen op de Westerschelde in 1862

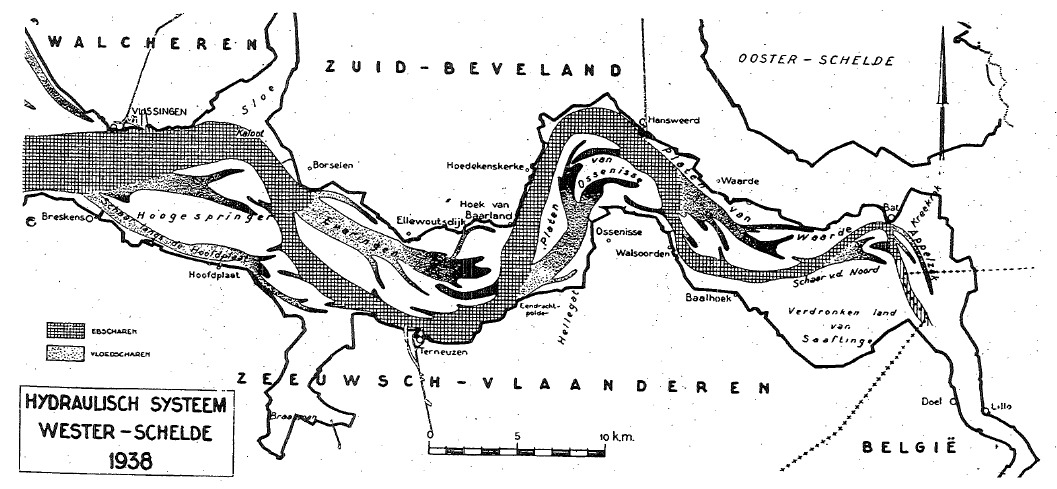
fig 28: Systeem van eb- en vloedscharen op de Westeschelde in 1938

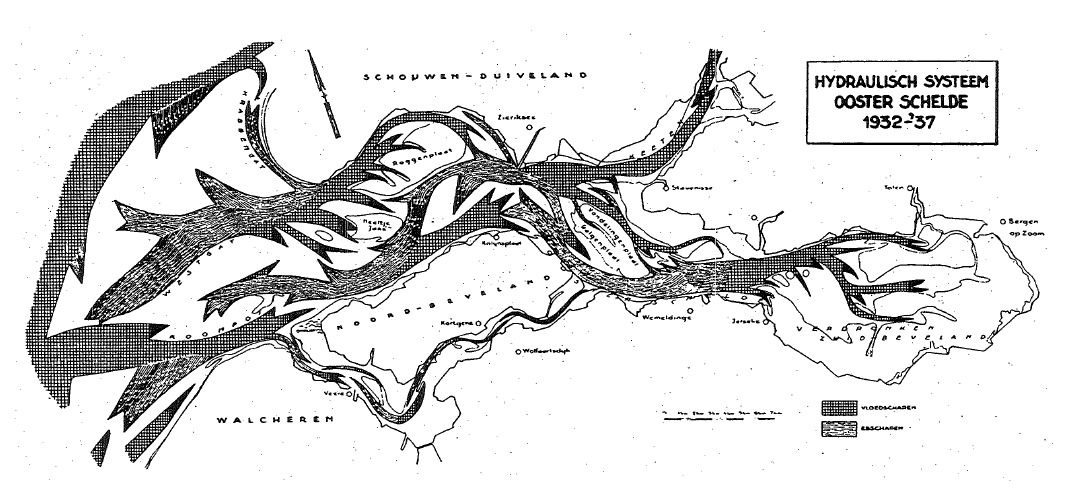
fig 29: Systeem van eb- en vloedscharen op de Oosterschelde in 1937

Fig. 26, 27 en 28 geven schema's van de situatie der eb- en vloedscharen van de Westerschelde voor de jaren 1800, 1862 en 1938. Uiteraard zijn zulke schema's min of meer subjectief voornamelijk doordat de hoogten van de drempels ontbreken.
Aanvankelijk, in 1800, is het systeem nog tamelijk wild, de hoofdgeul ligt nog niet goed tegen de vaste oevers aan en deze vaste oevers ontbreken ook op sommige plaatsen. In 1862 is de hoofdgeul 'gebroken' doordat de rivier boven Terneuzen zo wijd is, doch in 1890 is dit van nature weer hersteld. In 1938 is de algemene toestand belangrijk beter dan in 1800 of 1862. Als tegenhanger dient de Oosterschelde (fig. 29). De regelmaat ontbreekt hier grotendeels; door het wildere karakter zijn ook de voor de scheepvaart hinderlijke drempels tussen de eb- en vloedscharen vaak hoog. Men heeft indertijd de bocht van Schouwen niet kunnen houden.
Zeer sterk werkende obstakels zijn de ver vooruitgebouwde oude hoofden of oude havendammen (Walsoorden, Zierikzee, Middelharnis, enz.), die de stromen aantrekken. Zij veroorzaken verzamelpunten van de geulen, knooppunten als het ware, en deze obstakels zijn tegenvoeters van het stroomlijnprincipe. Bijvoorbeeld bij de haven van Zierikzee (fig 29). Zij zijn niet als obstakels gemaakt of bedoeld, maar lagen aanvankelijk op de oeverplaat met het doel om de haven in verbinding te brengen met de diepe geul of om een diepe inscharende geul op een afstand te houden. Dit laatste werkte vrijwel steeds negatief, omdat een enkel lang obstakel zeer grote turbulentie veroorzaakt.

## Corioliskracht
Op grote watermassa's die stromen (bijv oceaanstromingen) werkt de corioliskracht. Deze kracht maakt dat zo'n stroming (op het Noordelijk halfrond) naar rechts afbuigt. Echter in randzeeën zoals de zuidelijke Noordzee, en zeker in estuaria, is de draairichting van de stroming veel meer gestuurd door het faseverschil van het getij aan de randen van deze bekkens en de vorm van de bekkens. De richting van eb- en vloedscharen wordt daarom ook niet bepaald door de aardrotatie.